# New Orleans Saints 1983
La stagione 1983 dei New Orleans Saints è stata la 17ª della franchigia nella National Football League. La squadra terminò con 8 vittorie e 8 al terzo posto della propria division, non riuscendo ancora a centrare i primi playoff della sua storia.

## Roster
| Roster dei New Orleans Saints nel 1983 |
| --- |
| Quarterback - 19 Guido Merkens - 16 Ken Stabler - 18 Dave Wilson Running Back - 46 Hokie Gajan - 38 George Rogers - 30 Wayne Wilson Wide Receiver - 83 Kenny Duckett - 88 Eugene Goodlow - 86 Jeff Groth - 84 Rich Mauti - 80 Lindsay Scott Tight End - 85 Hoby Brenner - 87 Larry Hardy - 82 John Tice Offensive Linemen - 67 Stan Brock T - 78 Kelvin Clark T - 63 Brad Edelman G - 72 Leon Gray - 62 John Hill C - 60 Steve Korte G - 64 Dave Lafary T - 68 Louis Oubre G Defensive Linemen - 75 Bruce Clark DE - 99 Tony Elliott NT - 98 Reggie Lewis DE - 74 Derland Moore NT - 73 Frank Warren DE - 94 Jim Wilks Linebacker - 57 Rickey Jackson OLB - 52 Jim Kovach ILB - 51 Whitney Paul OLB - 53 Scott Pelluer - 58 Glen Redd - 56 Dennis Winston ILB Defensive Back - 20 Russell Gary SS - 25 Johnnie Poe CB - 49 Frank Wattelet FS - 44 Dave Waymer CB Special Team - 7 Morten Andersen K - 14 Russell Erxleben P                                                              |
| Legenda - I rookie sono in corsivo. - Il primo ruolo è il principale mentre gli eventuali successivi indicano i ruoli secondari. - (IR) sta per Injured Reserve ed indica la lista ristretta per un solo giocatore infortunato che può tornare ad allenarsi dopo la settimana 6 e a rientrare in prima squadra dopo che questa ha giocato 8 partite. - (NF-Inj.) / (NF-Ill.) stanno rispettivamente per Non-Football Injured e Non-Football Illness ed indicano le liste dove viene inserito un giocatore che ha un infortunio o una malattia non dipendente dal football americano. - (PUP) sta per Physically Unable to Perform ed indica la lista dove viene inserito un giocatore mentre è in attesa di recuperare la condizione fisica. Nella stagione regolare dopo la sesta partita giocata dalla propria squadra, il giocatore ha tempo tre settimane per riprendere ad allenarsi, più tre settimane aggiuntive dal suo rientro agli allenamenti per rientrare in prima squadra. |

## Calendario
| Stagione regolare |                         |           |
| Turno             | Avversario              | Risultato |
| 1                 | St. Louis Cardinals     | V 28–17   |
| 2                 | at Los Angeles Rams     | S 30–27   |
| 3                 | Chicago Bears           | V 34–31   |
| 4                 | at Dallas Cowboys       | S 21–20   |
| 5                 | Miami Dolphins          | V 17–7    |
| 6                 | at Atlanta Falcons      | V 19–17   |
| 7                 | San Francisco 49ers     | S 32–13   |
| 8                 | at Tampa Bay Buccaneers | V 24–21   |
| 9                 | at Buffalo Bills        | S 27–21   |
| 10                | Atlanta Falcons         | V 27–10   |
| 11                | at San Francisco 49ers  | S 27–0    |
| 12                | New York Jets           | S 31–28   |
| 13                | Minnesota Vikings       | V 17–16   |
| 14                | at New England Patriots | S 7–0     |
| 15                | at Philadelphia Eagles  | V 20–17   |
| 16                | Los Angeles Rams        | S 26–24   |

## Classifiche
| NFC West               |    |   |   |      |     |      |     |     |     |
|                        | V  | S | P | %    | DIV | CONF | PF  | PS  | STR |
| San Francisco 49ers(2) | 10 | 6 | 0 | .625 | 4–2 | 8–4  | 432 | 293 | V3  |
| Los Angeles Rams(5)    | 9  | 7 | 0 | .563 | 5–1 | 8–4  | 361 | 344 | V1  |
| New Orleans Saints     | 8  | 8 | 0 | .500 | 2–4 | 7–5  | 319 | 337 | S1  |
| Atlanta Falcons        | 7  | 9 | 0 | .438 | 1–5 | 4–8  | 370 | 389 | V1  |